# 浜松救難隊
浜松救難隊（はままつきゅうなんたい、英称:Hamamatsu Air Rescue Squadron）は、航空自衛隊航空総隊航空救難団隷下の航空救難部隊。静岡県浜松基地に所在し、捜索救難機にU-125A、救難ヘリコプターにUH-60Jを運用する。

## 概要

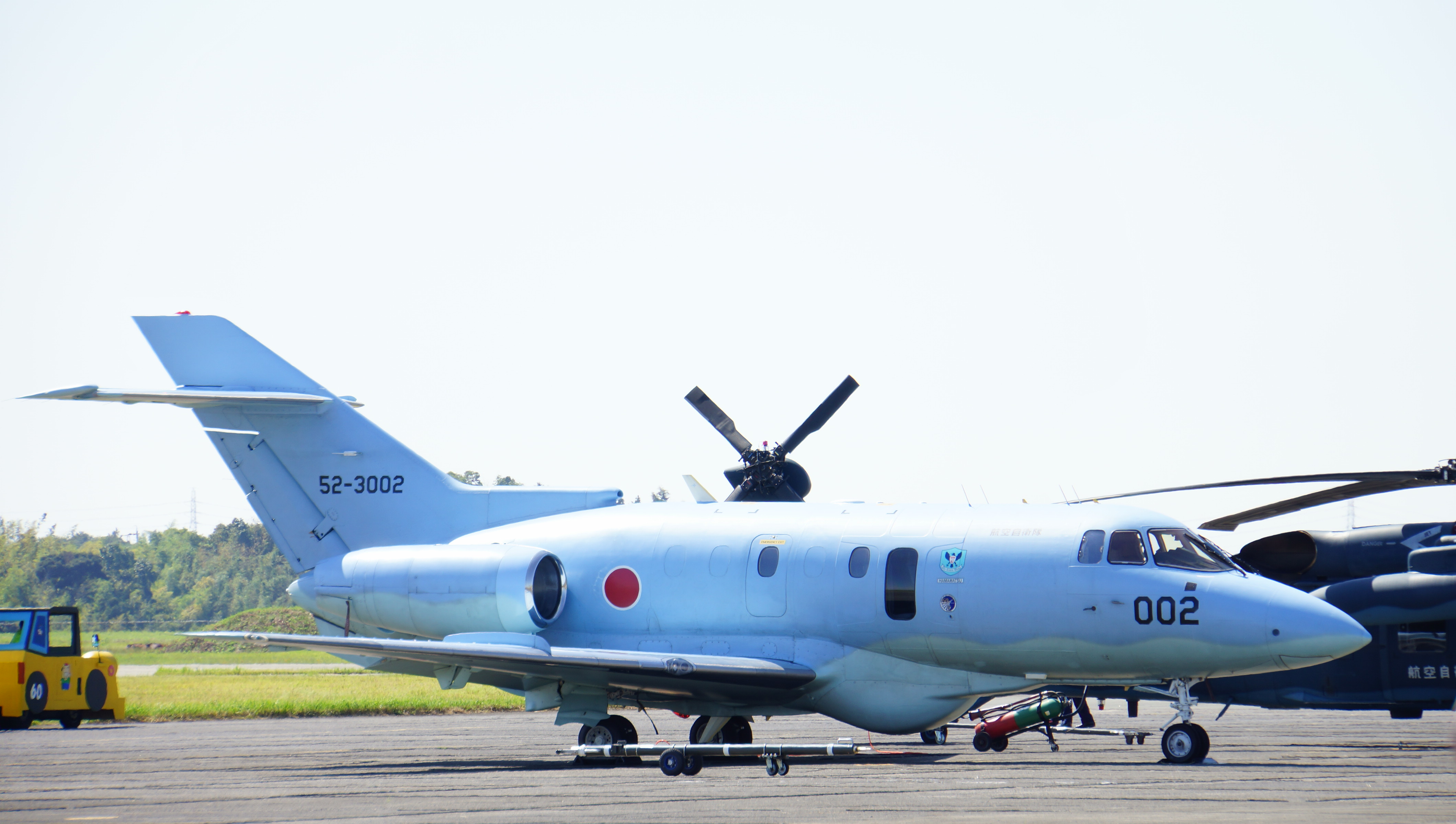
浜松救難隊のU-125A

浜松救難隊の前身は、1959年（昭和34年）5月15日に小牧基地で編成された小牧救難分遣隊（1961年（昭和36年）に小牧救難隊へ改編）で、1971年（昭和46年）3月1日に浜松基地へ移動後に浜松救難隊へ改編された。
部隊マークは、富士山をモチーフとしたデザインになっている。

## 事故
2017年（平成29年）10月17日に浜松救難隊所属のUH-60J（58-4596号機）が、飛行訓練のため浜松基地を離陸後、浜松基地沖の洋上に墜落し、乗員4名のうち3名が死亡、1名が行方不明となった。
航空自衛隊のUH-60Jとしては2回目、近代化型のUH-60J（JII）としては初の墜落事故となった。

### 経過
10月17日にUH-60J救難ヘリコプター（58-4596号機）は飛行訓練のため、17時51分頃に浜松基地を離陸した。事故機には機長のA3等空佐（42歳）、操縦士のB3等空佐（46歳）、機上整備員のC2等空曹（40歳）、救難員のD3等空曹（32歳）の計4名が搭乗していた。
17時57分頃に浜松基地との最終交信後、18時2分にレーダー航跡から消失。18時39分頃からU-125A捜索救難機及びUH-60J救難ヘリコプターによる捜索を開始し、事故機の部品類と見られる燃料タンク、ストレッチャー、浮舟、メインタイヤ2輪、左右キャビンドア、テールローター、ヘルメット3個、吊り上げ用フック、左のみの航空靴、外装タンク、プローブを発見した。
11月26日16時32分に浜松基地の南約31km付近で事故機の機体底部及び機体後部を揚収し、フライトデータレコーダーを回収。11月29日9時50分頃にカメラ付き無人探査機での海中捜索で、海底に搭乗員1名を発見し、12月3日13時に収容。12月4日にもう1名を発見し収容、12月7日にさらに1名を発見し、12月10日に収容した。
12月13日に残る搭乗員1名と機体の捜索を断念し、捜索活動の終了が発表された。

## 沿革
- 1959年（昭和34年）5月15日 - 小牧基地において救難航空隊隷下で小牧救難分遣隊編成[1]。
- 1961年（昭和36年）7月15日 - 救難航空隊が航空救難群に改編[1]。
- 1964年（昭和39年）12月1日 - 小牧救難分遣隊が小牧救難隊に改編[1]。
- 1971年（昭和46年）3月1日 - 航空救難群が航空救難団に改編。小牧救難隊が浜松基地に移動し、浜松救難隊に改編[1]。
- 1989年（平成元年）3月16日 - 航空救難団が航空支援集団隷下に隷属替え[1]。
- 2007年（平成19年）2月21日 - UH-60J配備開始[14]。
- 2008年（平成20年）10月22日 - MU-2Sラストフライト[15]。
- 2009年（平成21年）11月3日 - KV-107Aラストフライト[16]。
- 2013年（平成25年）3月26日 - 航空救難団が航空総隊隷下に隷属替え[1]。
- 2017年（平成29年）10月17日 - 浜松救難隊のUH-60J（58-4596号機）が飛行訓練中、浜松基地沖の洋上に墜落。乗員3名が殉職し、1名が行方不明[4]。

## 部隊編成
- 隊本部
- 総括班
- 飛行班
- 整備小隊